# Biohacking
Biohacking is het optimaliseren en aanpassen van de natuur door gebruik te maken van biologie en technologie.
Onderdelen van biohacking zijn het optimaliseren van het lichaam of de omgeving met behulp van technologie of het experimenteren met het lichaam. Biohacking is een onderwerp dat voor hevige ethische discussies zorgt rondom de "maakbare mens".

## Doe-het-zelf-biologie
Steeds vaker duiken biohacker groepen op. Ze willen bio-technologie voor iedereen toegankelijk maken, zodat ook non-profitorganisaties of laboratoria hier zonder toestemming van de overheid mee kunnen experimenteren. Veel van deze labs zijn illegaal, aangezien de veiligheid niet kan worden gewaarborgd.

## Implantaten
Al dan niet bekende voorbeelden van biohacking zijn het implanteren van magneten of leds in vingers of het implanteren van een microchip-implantaat.
Het plaatsen van microchip-implantaten (gebaseerd op radio frequency identification RFID), is een zeer actueel fenomeen en allicht een van de bekendste voorbeelden in het kader van biohacking.
In 1998 kreeg de eerste mens een microchip-implantaat. De chip werd geïmplanteerd bij de Britse wetenschapper Kevin Warwick.
In augustus 2017 bood het Amerikaanse bedrijf Three Square Market alle medewerkers een chipimplantaat aan. Met deze chip kan de drager deuren openen of iets simpels als inloggen op de computers of printen, maar ook is hij in staat om bedrijfsgegevens uit te wisselen of om medische informatie op te slaan. Dit principe vormt de basis voor veel actuele discussies.

## Ethisch debat
Deze technologische en wetenschappelijke ontwikkelingen brengen een stroom van ethische vraagstukken met zich mee. Waar ligt de grens in wat ‘menselijk’ of ‘natuurlijk’ is? Waar ligt de grens tussen ‘genezen’ en ‘upgraden’?